# Jimmy Crabtree
James William "Jimmy" Crabtree (1871–1908) a fost un jucător de fotbal englez.
Și-a început cariera la Burnley F.C. iar prestația sa a atras atenția deținătoarei Cupei Angliei din acel moment, Aston Villa, în 1895. A jucat alături de Howard Spencer la mijlocul terenului, jucător alături de care a împărțit și căpitănia clubului. A câștigat campionatul în anii 1897, 1899 și 1900 și Cupa Angliei, de asemenea în 1897.